# 94 Aurora
A 94 Aurora a Naprendszer kisbolygóövében található aszteroida. James Craig Watson fedezte fel 1867. szeptember 6-án.